# Amelle Berrabah
Amelle Berrabah (Aldershot, 22 april 1984) was lid van de Britse meidengroep Sugababes. De destijds 21-jarige verving medeoprichtster Mutya Buena officieel op 21 december 2005. Op 18 september 2009 ging het gerucht dat Amelle de Sugababes zou verlaten en vervangen worden door Jade Ewen. Later bleek echter dat niet Amelle, maar Keisha Buchanan de Sugababes zou verlaten.

## Biografie
Amelle komt uit Aldershot in Hampshire en is van Marokkaanse afkomst. Ze had al eerder een groep met haar zus Samiya; Boo2. Ze hadden liedjes als: Head bash en Oh la la.
Bij haar aansluiting bij de Sugababes zei ze: "Ik droomde al een aantal jaren dat ik zou doorbreken in de muziekwereld, maar ik had nooit verwacht dat ik ooit eens de derde Sugababe zou worden! Ze zijn de grootste meidengroep van het land en de enige band waar ik bij zou willen. Toen hun manager mij benaderde, was ik zo geschokt dat ik zelfs geen antwoord meer kon geven! Net als miljoenen leeftijdsgenoten, ben ik opgegroeid met de muziek van de Sugababes. Het is de soundtrack van mijn leven en ik ben al jaren fan van ze. Ik kan het nog steeds niet geloven!"
De Sugababes zijn in de lente van 2006 op tournee geweest en waren tevens de support-act bij de reünie-tour van Take That.
Berrabahs eerste single met de groep is een heropname van het door Xenomania geproduceerde Red Dress, afkomstig van het vierde album van de Sugababes, Taller In More Ways. Op 5 juni volgt de vierde single Follow Me Home. Hierna is een 'greatest hits'-verzameling uitgekomen. Hierop was Amelle slechts te horen in drie nummers (Red Dress, en de nieuwe nummers Easy en So Good To Be Gone).
In 2007 werd ook het vijfde album, Change, uitgebracht. Hierop staan onder andere de nummer About You Now, Change en Denial, welke als single zijn uitgebracht.

## Discografie
- Zie ook: Sugababes

### Singles
- Red Dress (Sugababes) - (Taller in more ways)
- Follow Me Home (Sugababes) - (Taller in More ways)
- Easy (Sugababes) - (Overloaded:The Singles Collection)
- About You Now (Sugababes) - (Change)
- Change (Sugababes) - (Change)
- Denial (Sugababes) - (Change)
- Girls (Sugababes) - (Catfights and Spotlights)
- No Can Do (Sugababes) - (Catfights and Spotlights)
- Never Leave You - (Tinchy Stryder feat. Amelle Berrabah)
- Get sexy (Sugababes) - (Sweet 7)
- About a girl (Sugababes) - (Sweet7)

### Albums
- Taller in more ways (Sugababes) - (2006)
- Overloaded: The Singles Collection (Sugababes) - verzamelalbum - (2006)
- Change (Sugababes) (2007)
- Catfights and Spotlights (Sugababes) (2008)
- Sweet7 (Sugababes) (2009)

- Bibsys: 8005269
- Gemeinsame Normdatei: 1204879850
- MusicBrainz: 54811509-26cf-4bcb-8e2b-76282c3b5516
- Virtual International Authority File: 178145970351732252792
- WorldCat: E39PBJc84GfVjMhcXrrpKhbcfq